# Borat Anschluss Moviefilm
Borat Anschluss Moviefilm – Lieferung von großer Bestechung an amerikanisches Regime um Benefiz für früher glorreiche Nation von Kasachstan zu machen (Originaltitel Borat Subsequent Moviefilm – Delivery of Prodigious Bribe to American Regime for Make Benefit Once Glorious Nation of Kazakhstan) ist ein US-amerikanischer Film aus dem Jahr 2020 über den fiktiven Kasachen Borat, der von Sacha Baron Cohen verkörpert wird, und die Fortsetzung des 2006 erschienenen Films Borat – Kulturelle Lernung von Amerika, um Benefiz für glorreiche Nation von Kasachstan zu machen. Er erschien am 23. Oktober 2020 auf der Video-on-Demand-Plattform Prime Video.

## Handlung

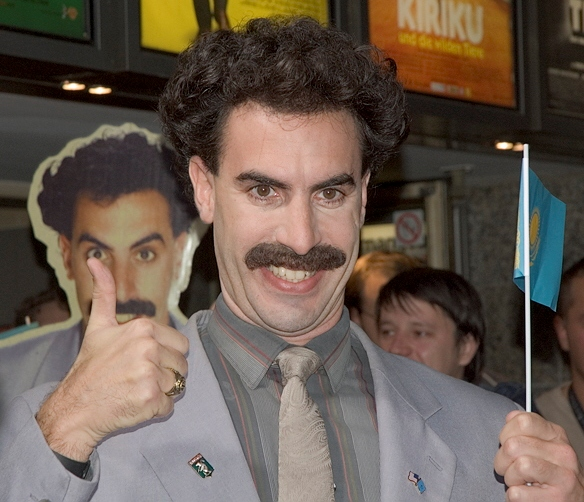
Sacha Baron Cohen als Borat verkleidet (2006)

Nach den Ereignissen des ersten Teils wurde Borat in einem Gulag inhaftiert, weil er Schande über die glorreiche Nation Kasachstan gebracht hatte. Obwohl er erwartete, dort bis ans Ende seines Lebens zu verbleiben, wurde er nach 14 Jahren von Nursultan Nasarbajew begnadigt und mit einer Mission betraut. Er soll Einfluss auf die internationalen Beziehungen nehmen und als Gastgeschenk den kasachischen Minister für Kultur Johnny the Monkey, einen Affen, an Präsident Donald Trump übergeben. Da er allerdings im letzten Film seinen Darm vor dem Trump International Hotel and Tower entleerte, gibt es keine Möglichkeit, zu Trump vorgelassen zu werden. So soll er das Geschenk an Vizepräsident Mike Pence übergeben. Vor seiner Abreise macht er noch einmal Station in seinem Dorf, wo ihm sein Nachbar in der Zwischenzeit die Familie gestohlen hat. Dort trifft er aber auch auf seine fünfzehnjährige Tochter Tutar, die ihn bittet, sie nach Amerika mitzunehmen, wo sie zwangsverheiratet werden und anschließend ein Leben wie Melania Trump führen könnte. Borat lehnt dies jedoch ab.
Nach einigen Umwegen, das Schiff nimmt eine sehr seltsame Route, kommt er nach Amerika. Dort muss er feststellen, dass er zwischenzeitlich eine Berühmtheit geworden ist. So versucht er sich erst einmal verschiedene Verkleidungen zuzulegen. Ein paar Stunden später wird ihm die Kiste mit dem Affen gebracht. Beim Öffnen stellt sich jedoch heraus, dass sich in der Kiste, die für den Affen vorgesehen war, seine Tochter befindet, die den Affen offensichtlich gegessen hat. Seine Mission scheint gescheitert. Als er seine Auftraggeber informiert, drohen diese mit Hinrichtung, wenn er Pence nicht etwas anderes anbieten kann. Schließlich überlegt er, ihm seine Tochter anzupreisen.
Er macht sich mit Tutar auf den Weg in die High Society. Sie soll bei einem Debütantinnenball auftreten. Tutar hat ihre Tage („die Mondwoche“) und so beschließen die beiden, beim traditionellen Vater-und-Tochter-Tanz einen Tanz zu zeigen, der dies herausstellt. So präsentiert Tutar ihren blutigen Slip den anwesenden Gästen. Anschließend verkleidet sich Borat als Trump und stürmt so einen Parteitag der Republikaner und preist seine Tochter vor Pence an. Er wird hinausgeworfen. Erneut desillusioniert, schreibt er seinen Auftraggebern, die ihm wieder mit Exekution drohen. Schließlich sieht er seine Chance darin, Tutar an Rudy Giuliani weiterzugeben.
Giuliani ist bekannt dafür, auf große Brüste zu stehen. So beschließt Borat, seine 15-jährige Tochter einer Schönheitsoperation zu unterziehen. Doch für die Operation fehlen 72 US-Dollar und so beschließt er, das Geld schnell als Frisör aufzutreiben. Er lässt Tutar bei einer Babysitterin, die die junge Dame aufklärt, dass die Sitten ihres Heimatlandes eine Lüge sind. In Amerika dürfen Frauen Auto fahren. Auch wird in Kasachstan gelehrt, dass Mädchen nicht ihre Vagina berühren dürfen, da die Vagina sie sonst verschlingen würde. Auf einem Treffen republikanischer Frauen, das neben der Schönheitsklinik liegt, probiert Tutar dies aus und berichtet über ihren darauf folgenden Orgasmus vor den anderen Frauen. Als Borat schließlich mit dem Geld ankommt, wirft sie ihm ihre Unterdrückung in den ganzen Jahren vor und lässt den verdutzten Borat alleine zurück. Vorher zeigt sie ihm noch eine Holocaustleugnungs-Website auf facebook, denn auch die größte Tat ihres Volkes, die Mithilfe beim Holocaust, ist scheinbar nur eine Lüge.
Während Tutar beschließt, Journalistin zu werden, versucht Borat zu seinem Glauben zurückzufinden. So besucht er als klischeehafter „Jude“ verkleidet eine Synagoge, wo er die Holocaust-Überlebende Judith Dim Evans trifft. Diese behandelt ihn mit Freundlichkeit und ignoriert seine antisemitischen Äußerungen. Außerdem bestätigt sie ihm, dass der Holocaust stattgefunden habe. Voller Glück will er nun weitermachen, doch die Straßen sind wegen der COVID-19-Pandemie leer. Er trifft auf einen Anhänger der republikanischen Partei, der auch zu den Verschwörungstheoretikern der QAnon-Bewegung Kontakt hat, und ihn fünf Tage bei sich aufnimmt. Dort erfährt er, dass Tutar bei einer March-for-Our-Rights-Veranstaltung in Olympia zugegen sein wird. Er selbst schleicht sich dort als Country-Sänger ein, der ein antisemitisches und rassistisches Lied zum besten gibt.
Tutar findet heraus, dass Borat zu Hause getötet werden soll, und beschließt nun doch, sich Rudy Giuliani an den Hals zu werfen. Sie vereinbart ein Interview mit ihm. Nach dem eher unbeholfenen Interview bietet sie Giuliani ihre sexuellen Dienste an, worauf dieser anscheinend eingeht. Im letzten Moment hat Borat einen Gesinnungswandel und rettet seine Tochter vor ihm.
Borat kehrt mit Tutar zurück nach Kasachstan und muss zu seiner Überraschung bemerken, dass er begnadigt wird. In der Manier des Films Die üblichen Verdächtigen erkennt er durch Hinweise an den Wänden auch warum: er ist Patient Zero der weltweiten COVID-19-Pandemie. Während seiner umständlichen Rundfahrt um die halbe Welt nach Amerika steckte er bereits mehrere Menschen an, darunter Tom Hanks, der gerade in Australien weilte. Auch in den Vereinigten Staaten verbreitete er das Virus. Borat stellt Nazarbayev zur Rede und zeichnet dessen Geständnis mit seinem Handy auf.
Borat und Tutar erpressen den Landeschef und setzen eine feministische Wende in Kasachstan in Gang. Die beiden werden nun ein Reporterteam. Ihre erste gemeinsame Reportage ist der Amerikanerlauf, eine neue kasachische Tradition, die den „Judenlauf“ ersetzt. Dabei verkleiden sich junge Kasachen als Trump-Supporter, die das Virus verbreiten und eine Nachbildung von Anthony Fauci töten.

## Hintergrund
Nach dem Erfolg des ersten Borat-Films gab Rupert Murdoch im Februar 2007 bekannt, dass Borat-Darsteller Sacha Baron Cohen mit 20th Century Fox als Verleih einen Vertrag für einen weiteren Film unterschrieben hat. Nach dem Erfolg des ersten Borat-Films äußerte Baron Cohen jedoch, dass er die Fortsetzung nicht weiterverfolge, da er nun zu bekannt sei, um beim Filmdreh unerkannt zu bleiben. Im Vorfeld zu den Dreharbeiten hatten die meisten involvierten Personen lediglich einen Vertrag unterschrieben, um den Dreh rechtlich abzusichern. Sie wussten jedoch nicht, worum es dabei ging.
Im August 2020 wurde Baron Cohen in Los Angeles als Borat kostümiert gesehen. An zwei Drehtagen trug er aus Sicherheitsgründen eine schusssichere Weste. Am 29. September 2020 gab Amazon bekannt, die Vertriebsrechte für den zweiten Borat-Film zu haben. Er wurde am 23. Oktober 2020 auf der hauseigenen Video-on-Demand-Plattform Prime Video veröffentlicht. Der 110 Buchstaben lange Originaltitel brach offiziell den Guinness World Record des längsten Titels eines Filmes, der für einen Oscar nominiert wurde. Mit Borat Supplemental Reportings Retrieved From Floor of Stable Containing Editing Machine soll auf Prime Video zudem ein mehrteiliges Special erscheinen, das unveröffentlichtes Filmmaterial von den Dreharbeiten beinhaltet.

## Kontroversen

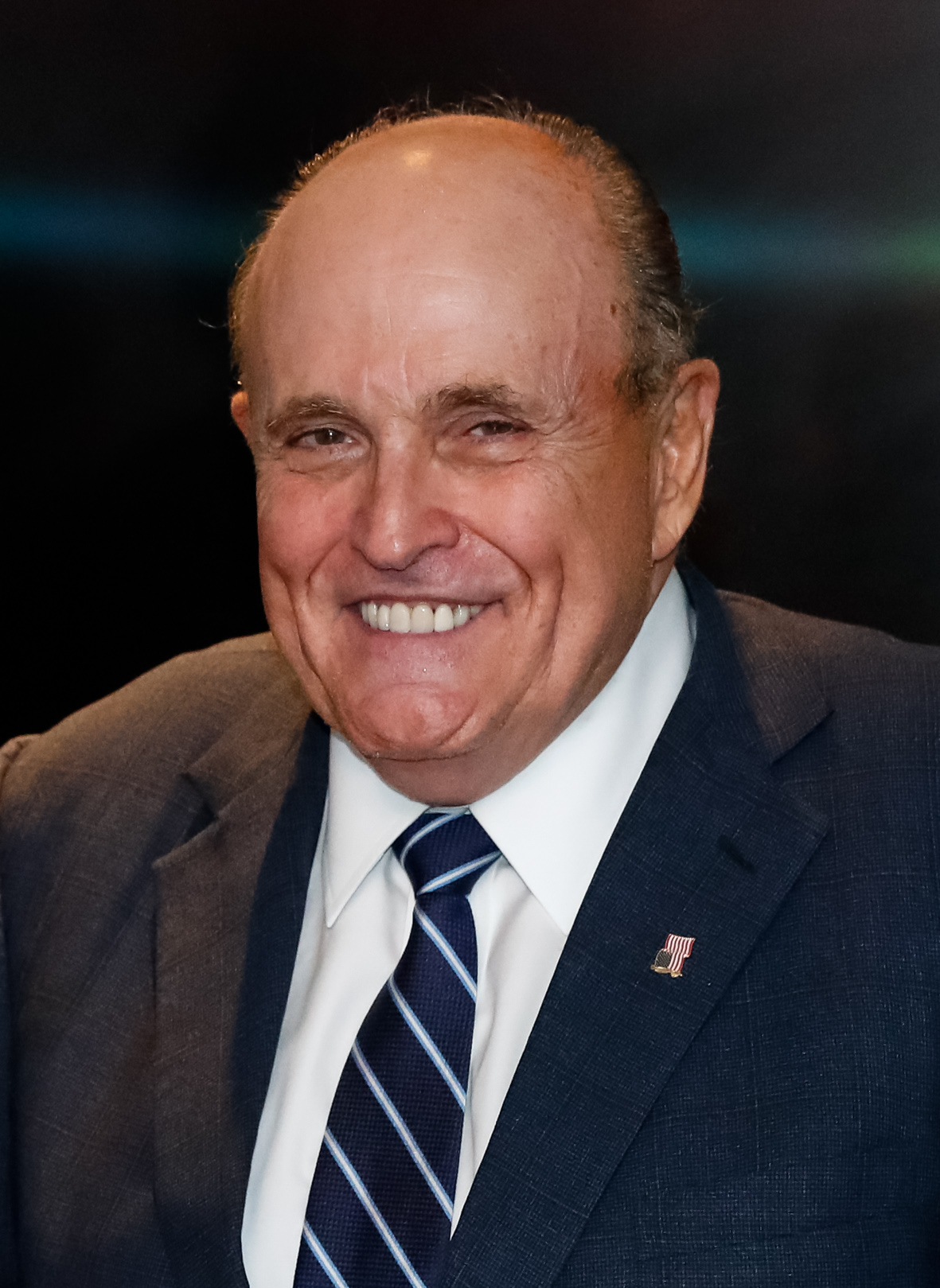
Rudy Giuliani (2019) ist unfreiwilliger Star in der finalen Szene des Films

Zu mehreren Stellen des Films entfalteten sich Kontroversen. Es kam zu einem Gerichtsverfahren gegen die Filmemacher auf Grund der Passage mit Judith Dim Evans. Die Holocaustüberlebende starb vor Veröffentlichung des Films, doch ihre Erben klagten gegen Cohen, weil sie das Andenken ihrer Verwandten beschädigt sahen. Sie waren der Ansicht, dass auf Evans’ Kosten Späße getrieben worden seien und es darum gegangen sei, die jüdische Kultur und den Holocaust zu verspotten. Sacha Baron Cohen, der sich abseits seiner verschiedenen Charaktere wiederholt eindeutig antirassistisch geäußert hatte und selbst Jude ist, hatte den Film Evans gewidmet und sie als eine der wenigen Personen eingeweiht. Die Szene sollte auch genau das Gegenteil bezwecken. Dementsprechend wurde die Klage am 26. Oktober abgewiesen.
Insbesondere um die Szene mit Rudy Giuliani entstand eine Kontroverse. So ließ sich Giuliani zu einem Drink mit Bakalowa überreden, fragte nach ihrer Telefonnummer. Im Film sieht man, wie Bakalowa Giulianis Mikrofon umständlich entfernt und dessen Shirt dabei aus der Hose holte. Anschließend sieht man, wie Giuliani sich auf dem Bett zurücklehnt und seine Hand in die Hose steckt. Die Situation wird dann von Borat unterbrochen. Giuliani versuchte sich später zu verteidigen, indem er angab, dass er sich nur das Hemd zurück in die Hose gesteckt habe, die Aufnahmen missverständlich seien und zudem manipuliert wurden. Sacha Baron Cohen veröffentlichte zunächst als Borat ein Statement auf Twitter, in dem er sich über Giuliani lustig machte, anschließend erschien ein Interview mit Cohen „out-of-character“, in dem er sagte: „It is what it is. He did what he did.“ (deutsch: „Es ist was es ist. Er hat getan, was er getan hat.“) Donald Trump erwähnte Cohen auf seiner Wahlkampftour und nannte ihn „unfunny“ und einen „creep“. Cohen bedankte sich später für die kostenlose Werbung.
Wie beim ersten Film wurde der Film in Kasachstan kontrovers aufgenommen. Während der erste Film in dem Land zensiert und Cohens Website eine Zeitlang gesperrt worden war, wurde im Vorfeld zur Veröffentlichung eine Twitter-Kampagne mit dem Hashtag #CancelBorat ins Leben gerufen. Auch eine Online-Petition wurde gestartet, die 100.000 Unterschriften umfasste.

## Auszeichnungen (Auswahl)
AACTA International Awards 2021
- Nominierung als Beste Nebendarstellerin (Marija Bakalowa)[20]

Alliance of Women Film Journalists Awards 2020
- Nominierung als Beste Nebendarstellerin (Marija Bakalowa)[21]

Artios Awards 2021
- Auszeichnung in der Kategorie Big Budget – Komödie[22]

British Academy Film Awards 2021
- Nominierung als Beste Nebendarstellerin (Marija Bakalowa)[23]

Chicago Film Critics Association Awards 2020
- Auszeichnung als Beste Nebendarstellerin (Marija Bakalowa)
- Nominierung als Vielversprechendster Schauspieler (Marija Bakalowa)[24][25]

Critics’ Choice Movie Awards 2021
- Auszeichnung als Beste Nebendarstellerin (Marija Bakalowa)
- Nominierung als Beste Komödie[26]

Eddie Awards 2021
- Nominierung für den Besten Schnitt in einer Filmkomödie (James Thomas, Craig Alpert & Mike Giambra)[27]

Florida Film Critics Circle Awards 2020
- Auszeichnung als Beste Nebendarstellerin (Marija Bakalowa)
- Runner-Up für den Breakthrough Award (Marija Bakalowa)[28]

Golden Globe Awards 2021
- Auszeichnung als Bester Film – Komödie oder Musical
- Auszeichnung als Bester Hauptdarsteller – Komödie oder Musical (Sacha Baron Cohen)
- Nominierung als Beste Hauptdarstellerin – Komödie oder Musical (Marija Bakalowa)[30]

Goldene Himbeere 2021
- Auszeichnung als Schlechtester Nebendarsteller (Rudy Giuliani)
- Auszeichnung als Schlechteste Filmpaarung (Marija Bakalowa & Rudy Giuliani)[31]

Houston Film Critics Society Awards 2021
- Auszeichnung als Beste Nebendarstellerin (Marija Bakalowa)[32]

London Critics’ Circle Film Awards 2021
- Auszeichnung als Beste Nebendarstellerin (Marija Bakalowa)
- Nominierung als Bester britischer Darsteller (Sacha Baron Cohen, auch für The Trial of the Chicago 7)[33][34]

Make-Up Artists and Hair Stylists Guild Awards 2021
- Nominierung für das Beste zeitgenössische Make-up (Katy Fray, Lisa Layman & Thomas Kolarek)
- Nominierung für die Besten zeitgenössischen Frisuren (Kimberly Boyenger & Tyler Ely)[35]

MTV Movie & TV Awards 2021
- Nominierung als Bester Film
- Nominierung als Beste Nachwuchsdarstellerin (Marija Bakalowa)
- Nominierung als Bestes Duo (Sacha Baron Cohen & Marija Bakalowa)[36]

National Society of Film Critics Awards 2021
- Auszeichnung als Beste Nebendarstellerin (Marija Bakalowa)[37]

New York Film Critics Circle Awards 2020
- Auszeichnung als Beste Nebendarstellerin (Marija Bakalowa)[38]

North Carolina Film Critics Association Awards 2021
- Nominierung als Beste Nebendarstellerin (Marija Bakalowa)[39]

Online Film Critics Society Awards 2021
- Auszeichnung als Beste Nebendarstellerin (Marija Bakalowa)[40]

Oscarverleihung 2021
- Nominierung für das Beste adaptierte Drehbuch (Sacha Baron Cohen, Anthony Hines, Dan Swimer, Peter Baynham, Erica Rivinoja, Dan Mazer, Jena Friedman, Lee Kern und Nina Pedrad)
- Nominierung als Beste Nebendarstellerin (Marija Bakalowa)

Producers Guild of America Awards 2021
- Nominierung als Bester Kinofilm (Sacha Baron Cohen, Monica Levinson & Anthony Hines)[41]

Satellite Awards 2020
- Auszeichnung als Beste Hauptdarstellerin – Komödie oder Musical (Marija Bakalowa)
- Auszeichnung als Bester Hauptdarsteller – Komödie oder Musical (Sacha Baron Cohen)
- Nominierung als Bester Film – Komödie oder Musical

Screen Actors Guild Awards 2021
- Nominierung als Beste Nebendarstellerin (Marija Bakalowa)[42]

Toronto Film Critics Association Awards 2021
- Auszeichnung als Beste Nebendarstellerin (Marija Bakalowa)[43]

Writers Guild of America Awards 2021
- Auszeichnung für das Beste adaptierte Drehbuch (Sacha Baron Cohen, Anthony Hines, Dan Swimer, Peter Baynham, Erica Rivinoja, Dan Mazer, Jena Friedman, Lee Kern & Nina Pedrad)[44]